# Villa Carlotta
La Villa Carlotta es una villa neoclásica italiana ubicada a la orilla del Lago de Como, en Italia. En su interior alberga una colección de arte y es famosa por su vasto jardín botánico, que forma parte de los grandes jardines italianos.
Originalmente llamada Villa Clerici, empezó a ser construida en 1690 por orden del marqués Jorge II Clerici, por entonces senador milanés. En 1801 fue comprada por el director de República Cisalpina, Gian Battista Sommariva, e inmediatamente se comenzó un proceso de renovación interior. Para esta misión se contrató a los artistas más prestigiosos de la época. Después de la renovación se convirtió en una de las villas más distinguidas de la Europa del siglo XX al ser el lugar predilecto de personajes ilustres como Stendhal, Lady Morgan o Gustave Flaubert. En 1843 fue comprada por Mariana de Nassau, princesa de los Países Bajos y esposa de Alberto de Prusia, quien luego en 1847 cedió la villa como regalo de bodas a su hija Carlota Federica de Prusia, de quien tomó el nombre.
Tras el estallido de la Primera Guerra Mundial, la villa, como propiedad de ciudadanos de estados enemigos, estuvo sujeta a un sindicato y durante este tiempo atravesó una época convulsa. Finalmente en 1927, por decreto real, se constituyó el Ente Villa Carlotta, que es el encargado de gestionar la villa y su vasto jardín.

## Historia

### Bajo los Clerici
La villa, originalmente llamada Villa Clerici, empezó a ser construida por en 1690 por orden del marqués Jorge II Clerici (hijo de Carlos Ludovico), con el objetivo de volver a la tierra de sus ancestros, presuntamente cerca del Lago de Como. Inicialmente terminada en 1695 (el jardín fue mencionado por primera vez en 1699). A la muerte de Jorge, el patrimonio familiar pasó a manos de su nieto, Antonio Jorge Clerici, IV marqués de Cavenago y caballero de la Orden del Toisón de Oro, quien terminó su construcción en 1745. Cuando este murió en 1768 —después de haber disipado la riqueza familiar construyendo la Villa Clerici de Milán—, la propiedad pasó a la única hija del marqués, Claudia Caterina, esposa del marqués de Saronno. Sin embargo, la falta de dinero obligó a esta a vender la villa del Lago de Como.

### Bajo Sommariva
En 1801, fue comprada por Gian Battista Sommariva, político y amigo íntimo de Napoleón Bonaparte. En 1802, después del nombramiento de Francesco Melzi como vicepresidente de la recién creada República Italiana, Sommariva decidió dedicarse al coleccionismo de arte. Esto le llevó a ponerse en contacto con los artistas más ilustres de su época, entre ellos Antonio Canova, Jacques-Louis David, Anne-Louis Girodet, Pierre Paul Prud'hon y Bertel Thorvaldsen.
Ese mismo fue sometida a un proceso de renovación. Fue durante esta que se construyó la balaustrada del techo, el reloj fue agregado a la fachada y bajo este un pequeño balcón. Además, el mobiliario y ornamentos del siglo XVIII fueron remplazados y el jardín trasero se transformó en un jardín inglés. Todos estos cambios la convirtieron en una de las villas más bellas de Europa, lo que atrajo a personajes ilustres como Stendhal, Lady Morgan o Gustave Flubert.
En 1826 murió Gian Battista Sommariva —y debido a que su hijo mayor, Emilio, había muerto combatiendo en España en 1811—, la fortuna y las propiedades de Sommariva pasaron a manos de su segundo hijo, Luigi. Tras su muerte prematura en 1838, la villa pasó a manos de su esposa, la condesa Emilia Seillère.

### Bajo los Sajonia-Meiningen
Cerca de 1840, la villa, junto a la colección de arte que albergaba, fue comprada por 780 000 liras austríacas por la princesa Mariana de los Países Bajos. En 1850, la donó como regalo de bodas a su hija Carlota Federica de Prusia, de quien adoptó el nombre. Apenas cinco años después, tras la muerte prematura de Carlota, pasó a manos de su marido, Jorge II de Sajonia-Meiningen y luego pasó a ser propiedad de la familia de este, que la ocupó como una residencia vacacional.
Durante el tiempo que los Sajonia-Meiningen la ocuparon, esta no sufrió grandes cambios. Los motivos decorativos neorrenacentistas y pompeyanos fueron agregados por artistas italianos y alemanes, como Lodovico Pogliaghi y las últimas piezas de la colección de Sommariva, a excepción de los grandes cuadros y algunas esculturas, fueron vendidas.
Sin embargo, la familia Sajonia-Meiningen fue la encargada de cuidar y ampliar el jardín. Tanto Jorge II como su hijo, Bernardo III, se dedicaron a sembrar y cultivar más de 150 variedades de azaleas, camelias, rododendros, cedros, secuoyas, plátanos y plantas exóticas. A la muerte de Jorge II, la propiedad pasó Bernardo III. A inicios del siglo XX, se encomendó a la escuela de Lodovico Pogliaghi la tarea de realizar una serie de decoraciones inspiradas en siglo XVI en la planta baja y galería.

### Dominio público
El 7 de mayo de 1915, pocos días antes de que Italia entrara a la Primera Guerra Mundial, Max Wundel, superintendente de la villa y hombre de confianza de los Sajonia-Meiningen, partió a Alemania y la dejó a cargo del jardinero jefe, quien mantuvo una comunicación constante con la familia alemana a través del cónsul suizo en Milán. La comunicación cesó el 18 de septiembre de 1916, cuando quedó sujeta a un sindicato y confiada al guardia di finanzas de Menaggio, Giovanni Baschenis y luego a Alberto Passeri. Durante el período del sindicado, se elaboró un inventario detallado de los objetos de la villa y su distribución, con el propósito de garantizar y supervisar la integridad de los activos, cuya propiedad seguía siendo de los Sajonia-Meiningen. El sindicato fue abolido a finales de 1919 con el regreso de Max Wundel, quien tras hacerse cargo de la gestión, hizo todo lo posible por reabrir al público el edificio y sus jardines, actividad que había sido interrumpida durante el período sindical.
En 1921 el administrador financiero de la Provincia de Como informó a la familia alemana que la Villa Carlotta pertenecía ahora al Estado Italiano y alegó que tenía una importancia nacional eminente. En 1922 se propuso subastar la propiedad, pero la idea fue rechazada por Giuseppe Bianchini y el Rotary Club de Milán. El 12 de mayo de 1927 fue creada, por decreto real, el Ente Villa Carlotta, encargado de gestionar la villa y su jardín botánico. Este ente es responsable hasta la actualidad de cuidar la propiedad.

## Descripción

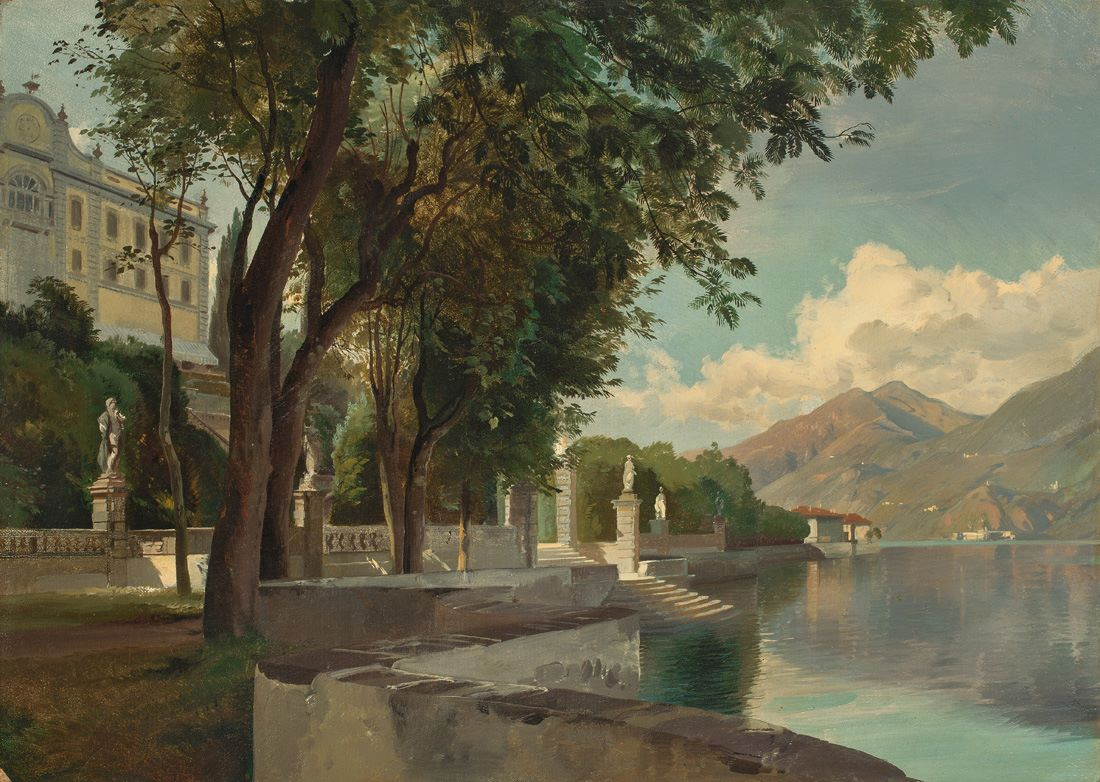
La Villa Carlotta en Lago de Como, de Carl Hummer (1855).

### La villa y el museo
La Villa Carlotta cuenta con vistas al Lago de Como, a la Comuna de Bellagio y las montañas de alrededor. Cuenta con tres pisos (dos de los cuales están abiertos al público). Además, el edificio fue construido bajo el estilo neoclásico italiano.
El museo está albergado en su interior. Las esculturas y otros objetos están expuestos en el primer piso, mientras que el segundo acoge una elegante galería. Entre las obras del museo, destacan El último adiós de Romeo y Julieta (1823), de Hayez; Palamedes (1803-1804) y otras estatuas de yeso de Antonio Canova y una réplica de Amor y Psique de Adamo Tadolini. Otras obras destacables son Entrada de Francisco I a Viena después de la Paz de París, bajorrelieve de Luigi Acquisti; La apoteosis del emperador Napoleón (1808), incluida en una serie de frescos de Andrea Appiani; Una lectura del libro sexto de la Eneida (1820), de Jean-Baptiste Wicar; un centro de mesa realizado por el orfebre Giacomo Raffaelli y unos cajones de Giuseppe Maggiolini. También alberga una colección de más de 470 camafeos de yeso creados por el artista romano Giovanni Liberotti y un gran tapiz de seda y lana de François Van der Borght.

### El jardín botánico
El jardín botánico ocupa cerca de 8 hectáreas. En 1856, bajo la dirección de los Sajonia-Meiningen, comenzó a ser embellecido y se construyeron escaleras de mármol, tres terrazas y estanques. Los caminos están bordeados de setos y pérgolas con naranjos y camelias. El jardín también cuenta con algunas cuevas artificiales, cenadores. Entre las plantas que se pueden encontrar en el jardín están los cedros, helechos, glicinas, mirras, tulipanes, palmeras, secuoyas, plátanos, cactus y algunas plantas exóticas. Desde el jardín es posible admirar el Lago de Como, Bellagio, el Grigna y el Monte Legnonge. La villa también cuenta con un jardín de bambú que alberga más de 25 especies de esta planta. Además hay un invernadero que en su tiempo fue utilizado albergar plantas cítricas en el invierno. El invernadero de la villa alberga diversas herramientas agrícolas antiguas para su exposición.

## Galería de imágenes
|                                        |
| Marte y Venus, obra de Luigi Acquisti. |

|                                    |
| Palamedes, obra de Antonio Canova. |

|                                                   |
| El salón de Napoleón, en el interior de la villa. |

|                                                     |
| La sala de los tapices, en el interior de la villa. |

|                                        |
| Vista del jardín de la Villa Carlotta. |